# Osmets
 Osmets  es una comuna y población de Francia, en la región de Mediodía-Pirineos, departamento de Altos Pirineos, en el distrito de Tarbes y cantón de Trie-sur-Baïse.
Su población en el censo de 1999 era de 74 habitantes.
Está integrada en la Communauté de communes du Pays de Trie.

## Demografía
| 210 | 142 | 281 | 254 | 260 | 266 | 284 | 264 | 270 | 250 | 259 | lac. | 225 | 258 | 233 | 200 | 191 | 156 | 146 | 147 | 137 | 136 | 113 | 110 | 89 | 91 | 96 | 81 | 79 | 85 | 76 | 74 |
| Para los censos de 1962 a 1999 la población legal corresponde a la población sin duplicidades (Fuente: INSEE [Consultar]) |     |     |     |     |     |     |     |     |     |     |      |     |     |     |     |     |     |     |     |     |     |     |     |    |    |    |    |    |    |    |    |